# عبد الرحمن الدوسري (لاعب كرة قدم)
عبد الرحمن مطلق الدوسري (مواليد 25 سبتمبر 1997) هو لاعب كرة قدم سعودي يلعب حاليًا في نادي القادسية.
تم تصعيده للفريق الأول في نادي النصر عام 2016 و مثل الفريق في عدة مباريات وفي عام 2017 تمت إعارته إلى نادي التعاون و عاد إلى النصر مطلع عام 2018 و وقع مع الفيصلي في عام 2021 ثم انتقل إلى القادسية في عام 2023

## وصلات خارجية
- عبد الرحمن الدوسري على موقع Soccerway.com (الإنجليزية)